# Anton Ferdinand
Anton Julian Ferdinand (Peckham, 18 de fevereiro de 1985) é um futebolista inglês.
Anton Ferdinand foi revelado no West Ham assim como seu irmão Rio Ferdinand, e também é primo do ex-jogador Les Ferdinand. Atualmente joga pelo Reading.